# Zumholz FR
| FR ist das Kürzel für den Kanton Freiburg in der Schweiz. Es wird verwendet, um Verwechslungen mit anderen Einträgen des Namens Zumholz zu vermeiden. |

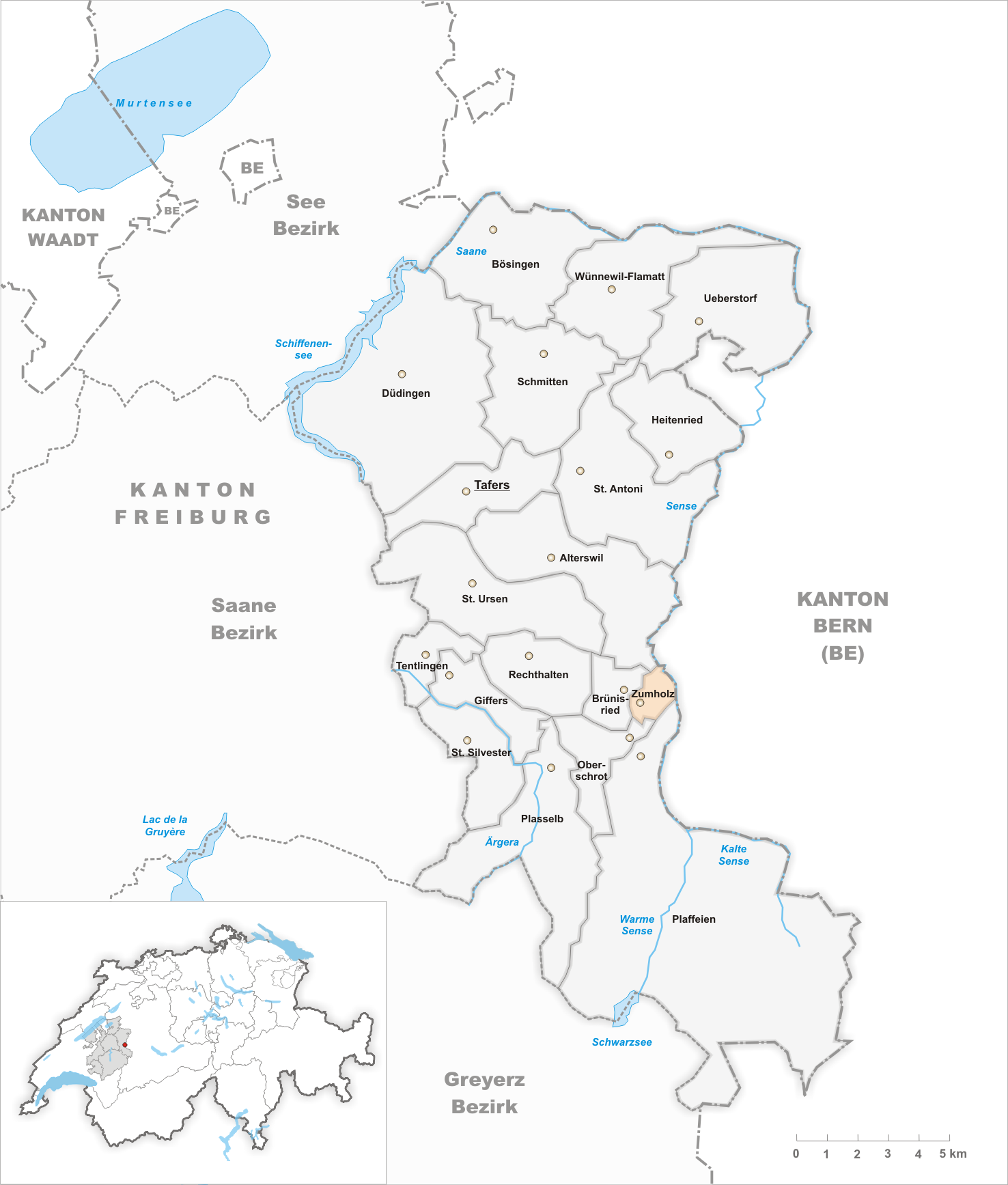
Gemeindestand vor der Fusion am 1. Januar 2017

Zumholz ist eine Ortschaft in der Gemeinde Plaffeien. Bis zum 31. Dezember 2016 bildete sie eine eigenständige politische Gemeinde im Sensebezirk des Kantons Freiburg in der Schweiz. Bei der Volksabstimmung vom 27. September 2015 stimmten die Stimmberechtigten der Gemeinden Zumholz, Oberschrot und Plaffeien für eine Fusion der drei Gemeinden. Zum 1. Januar 2017 fusionierten die Gemeinden zur neuen Gemeinde Plaffeien.

## Geographie
Zumholz liegt auf 867 m ü. M., 12 Kilometer südöstlich der Kantonshauptstadt Freiburg (Luftlinie). Das Dorf erstreckt sich auf einem Vorsprung am westlichen Talhang der oberen Sense, im Hügelland am Nordrand der Freiburger Voralpen.
Die Fläche des 1,9 km² grossen ehemaligen Gemeindegebiets umfasst einen Abschnitt der voralpinen Hügellandschaft. Die östliche Grenze bildet das breite und mit Schotter gefüllte Bachbett der Sense, das nahezu unverbaut ist und deshalb dem Fluss weitgehend freie Bahn lässt. Im Bereich von Zumholz münden von Westen der Dütschbach (streckenweise die südliche Grenze des Gebietes) und der Limbach in die Sense. Vom Fluss erstreckt sich der Gemeindeboden nach Westen über die Geländeterrasse von Zumholz bis auf das Berghölzli, auf dem mit 942 m ü. M. die höchste Erhebung des Gemeindegebietes erreicht wird. Von der Gemeindefläche entfielen 1997 10 % auf Siedlungen, 19 % auf Wald und Gehölze, 69 % auf Landwirtschaft, und etwas mehr als 2 % war unproduktives Land.
Zu Zumholz gehören die Streusiedlung Brand (826 m ü. M.) am Hang nördlich des Limbachs sowie zahlreiche Einzelhöfe. Nachbargemeinden von Zumholz waren Plaffeien, Oberschrot, Brünisried und Alterswil im Kanton Freiburg sowie Guggisberg im Kanton Bern.

## Bevölkerung
Mit 397 Einwohnern (Stand 31. Dezember 2015) gehörte Zumholz zu den kleinen Gemeinden des Kantons Freiburg. Von den Bewohnern sind 97,4 % deutschsprachig, 1,3 % französischsprachig, und 0,7 % sprechen Italienisch (Stand 2000). Die Bevölkerungszahl von Zumholz belief sich 1900 auf 230 Einwohner. Nach einem Höchststand 1941 (303 Einwohner) nahm die Bevölkerung bis 1980 (240 Einwohner) wieder um 20 % ab. Seither wurde eine deutliche Bevölkerungszunahme verbunden mit fast einer Verdoppelung der Einwohnerzahl innerhalb von 20 Jahren verzeichnet. Seit dem Jahr 2000 (459 Einwohner) war die Einwohnerzahl wieder rückläufig.
Einwohnerzahlen: Volkszählungsdaten

## Wirtschaft
Zumholz war bis in die zweite Hälfte des 20. Jahrhunderts ein vorwiegend durch die Landwirtschaft geprägtes Dorf. Noch heute haben die Milchwirtschaft und die Viehzucht einen wichtigen Stellenwert in der Erwerbsstruktur der Bevölkerung. Weitere Arbeitsplätze sind im lokalen Kleingewerbe und im Dienstleistungssektor vorhanden. In Zumholz sind Betriebe des Holzbaus und des Maschinenbaus ansässig. Das Wohnheim Sonnegg für behinderte Menschen dient auch als Kurszentrum. In den letzten Jahrzehnten hat sich das Dorf mit dem Bau zahlreicher Einfamilienhäuser im Quartier Allmend zu einer Wohngemeinde entwickelt. Viele Erwerbstätige sind deshalb Wegpendler, die hauptsächlich in den Regionen Freiburg und Bern arbeiten.

## Verkehr
Die Gemeinde ist verkehrsmässig recht gut erschlossen. Sie liegt an der Hauptstrasse von Düdingen nach Plaffeien. Durch die Buslinien der Transports publics Fribourgeois, welche die Strecken von Freiburg via Tafers und Plaffeien zum Schwarzsee, von Freiburg via Rechthalten nach Plaffeien und von Düdingen via Alterswil nach Plaffeien bedienen, ist Zumholz an das Netz des öffentlichen Verkehrs angebunden.

## Geschichte
Seit dem Mittelalter gehörte Zumholz zur Herrschaft Plaffeien; kirchlich unterstand es der Pfarrei Rechthalten und bildete als Holzschrot einen der vier Pfarrbezirke (Schrote) von Rechthalten. 1445 kam das Dorf unter die Herrschaft der Stadt Freiburg und wurde der Alten Landschaft (Burgpanner) zugeordnet. Nach dem Zusammenbruch des Ancien Régime (1798) gehörte Zumholz während der Helvetik und der darauf folgenden Zeit zum Distrikt Freiburg, ab 1831 zum Deutschen Bezirk Freiburg, bevor es 1848 mit der neuen Kantonsverfassung in den damals neu geschaffenen Sensebezirk eingegliedert wurde.
Als die Schrote der Pfarrei Rechthalten 1831 zu selbständigen Gemeinden erhoben wurden, wurde Zumholz, das bisher als Holzschrot einen eigenen Pfarrbezirk bildete, durch einen Irrtum mit Brünisried zusammengelegt. Diesen Fehler wollte man 1832 mit der Erklärung von Zumholz zur politischen Gemeinde ausmerzen. Obwohl die Dorfbewohner lieber ein Ortsteil der Gemeinde Brünisried geblieben wären, wurde Zumholz am 6. Mai 1833 durch Beschluss des Staatsrates zur eigenständigen Gemeinde erklärt.
Im Zuge der seit 2000 vom Kanton Freiburg geförderten Gemeindefusionen stand eine Fusion von Zumholz mit Brünisried zur Debatte, was von der Bevölkerung im Dezember 2002 in einer Konsultativabstimmung mit grosser Mehrheit abgelehnt wurde. Zumholz besitzt keine eigene Kirche. Die römisch-katholischen Gläubigen gehören seit 1885 zur Pfarrei Plaffeien, die reformierten gehörten bis 1998 zur Kirchgemeinde des Sensebezirks und seit dessen Teilung zur Kirchgemeinde Weissenstein/Rechthalten.
Auf den 1. Januar 2017 fusionierte Zumholz mit den Gemeinden Oberschrot und Plaffeien zur neuen Gemeinde Plaffeien.